# Saint-Médard-sur-Ille

Saint-Médard-sur-Ille este o comună în departamentul Ille-et-Vilaine, Franța. În 1 ianuarie 2022 avea o populație de 1.350 de locuitori.